# Lewis Wallace
Lewis (Lew) Wallace (Brookville, Indiana, 10 de abril de 1827-Crawfordsville, Indiana, 15 de febrero de 1905) fue un abogado, militar, político, diplomático y escritor estadounidense.
Obtuvo el rango de general luchando en el ejército de la Unión durante la Guerra de Secesión. Fue gobernador del Territorio de Nuevo México (1878-1881) y ministro plenipotenciario en el Imperio otomano (1881-1885).
Pero su fama le vino mayormente por ser el autor de Ben-Hur: A Tale of the Christ (1880), un exitoso libro desde el mismo momento de su publicación. Las versiones cinematográficas de Fred Niblo (1925) y William Wyler (1959) tuvieron también un enorme éxito, ayudando a popularizar aún más la historia. En 2016, el director Timur Bekmambetov realizó una tercera adaptación de su novela para la gran pantalla.

## Juventud
Wallace era hijo de David Wallace (1799-1859) y Esther French Test. Su padre era graduado de la Academia Militar de los Estados Unidos en West Point, y fue vicegobernador y gobernador de Indiana (1831-1837). El abuelo materno de Lew fue el juez de distrito y congresista John Test. Cuando David Wallace fue elegido vicegobernador se desplazó con su familia a Covington.
La autobiografía de Lew contiene algunas historias de su infancia, incluyendo el relato de la muerte de su madre ocurrida en 1833. Su padre volvió a casarse en 1836, con Zerelda Gray Sanders, una prominente sufragista y defensora de la abstinencia al alcohol, quien pasó a convertirse en madrastra de los muchachos.
En 1846, al iniciarse la Guerra contra México, Wallace estaba estudiando Derecho. Lo dejó para reclutar una compañía de milicianos y fue nombrado segundo teniente en el 1.er Regimiento de Infantería de Indiana. Ascendió al cargo de ayudante de regimiento con el rango de primer teniente y pasó a servir en el ejército de Zachary Taylor, aunque él, personalmente, no participó en combate. Tras el cese de hostilidades fue licenciado del servicio voluntario el 15 de junio de 1847.

## Carrera y matrimonio
Wallace fue admitido en el colegio de abogados en 1849. En 1851 fue elegido fiscal del 1.º distrito congresional de Indiana. En 1856 fue elegido miembro del Senado Estatal de Indiana, después de haber trasladado su residencia a Crawfordsville.
El 6 de mayo de 1852, Wallace contrajo matrimonio con Susan Arnold Elston con quien tuvo un hijo, Henry Lane Wallace (17 de febrero de 1853).

## Guerra de Secesión
Wallace conoció a Abraham Lincoln después de la guerra con México, y su admiración por Lincoln contribuyó a su decisión de unirse al Partido Republicano. Aunque no era un gran abolicionista al inicio de la guerra, el gobernador republicano de Indiana, Oliver P. Morton, le pidió que ayudara a organizar las tropas; Wallace, quien vio una segunda oportunidad de obtener la gloria militar, accedió con la condición de que se le diera el mando de un regimiento. Fue nombrado ayudante general del Estado y el 25 de abril de 1861, fue nombrado coronel de la 11.ª de Infantería de Indiana.
Después de leer acerca de las unidades de élite del ejército francés, decidió entrenar y equipar a sus hombres como a los zuavos franceses. En junio de 1861 el regimiento de Wallace ganó una batalla menor en Romney (West Virginia), lo que le valió para ser ascendido a general de brigada de voluntarios el 3 de septiembre y recibió el mando de una brigada.

### Fuertes Henry & Donelson
En febrero de 1862, ante la preparación de un avance contra Fort Henry, el general de brigada Ulysses S. Grant, envió dos cañoneras de madera río Tennessee abajo para un último reconocimiento de la fortaleza, con Wallace a bordo. En su informe, Wallace anotó que un oficial desde el fuerte observaba los barcos de la Unión con tanta curiosidad como ellos le observaban a él. Poco podía saber Wallace en ese momento que tal oficial era el general de brigada Lloyd Tilghman, al cual él mismo reemplazaría como comandante del fuerte en unos pocos días.
Durante la campaña, la brigada de Wallace fue agregada a la división del general de brigada Charles F. Smith, y ocuparon Fort Heiman, al otro lado del río, frente a Fort Henry. El superior de Grant, el general de división Henry W. Halleck, estaba preocupado por los refuerzos confederados para reconquistar los fuertes, por lo que Grant dejó a Wallace con su brigada al mando de Fort Henry, mientras el resto del ejército se desplazaba por tierra hacia Fort Donelson.

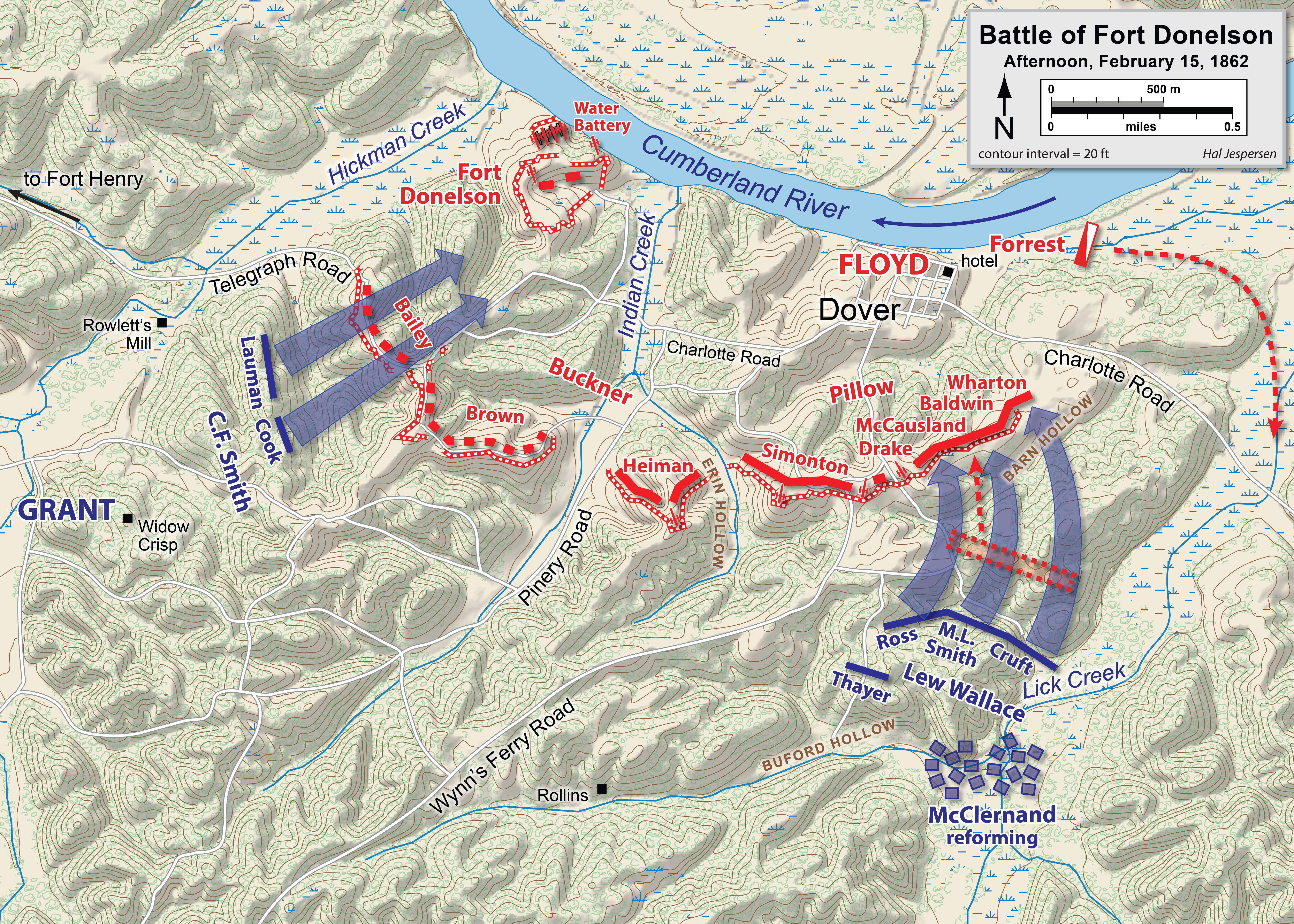
Mapa del contrataque de Wallace en Fort Donelson (1862).

Disgustado por haber sido dejado en la retaguardia, Wallace preparó sus tropas para salir ante cualquier aviso. La orden llegó el 14 de febrero, y cuando Wallace llegó junto al río Cumberland se le encargó la organización de una división con los refuerzos que llegaban en transportes. Consiguió organizar dos brigadas completas y una incompleta, y tomó posición en el centro de las líneas de Grant que asediaban Fort Donelson. 
Durante el feroz asalto confederado del 15 de febrero, Wallace se comportó fríamente al enviar, bajo su propia iniciativa, una brigada que reforzase la sitiada división del general de brigada John A. McClernand, a pesar de las órdenes de Grant de eludir un combate general. Esta acción fue clave para estabilizar la línea defensiva de la Unión. Después de que el asalto confederado fuera rechazado, Wallace lanzó un contraataque, reconquistando así el terreno perdido. El 21 de marzo fue ascendido a general de división de voluntarios.

### Shiloh

Batalla de Shiloh.

La orden más controvertida de Wallace llegó en la batalla de Shiloh, donde actuó al mando de la 3.ª División bajo las órdenes de Grant. La división de Wallace había sido dejada en reserva. La 3.ª Brigada al mando del coronel Charles Whittlesey estaba en Stoney Lonesome, junto a Adamsville, Tennessee. La 1.ª Brigada del coronel Morgan L. Smith y la 2.ª Brigada del coronel John M. Thayer estaban ambas situadas en Crump's Landing, cinco millas al norte de Pittsburg Landing, en la retaguardia de las líneas de la Unión.

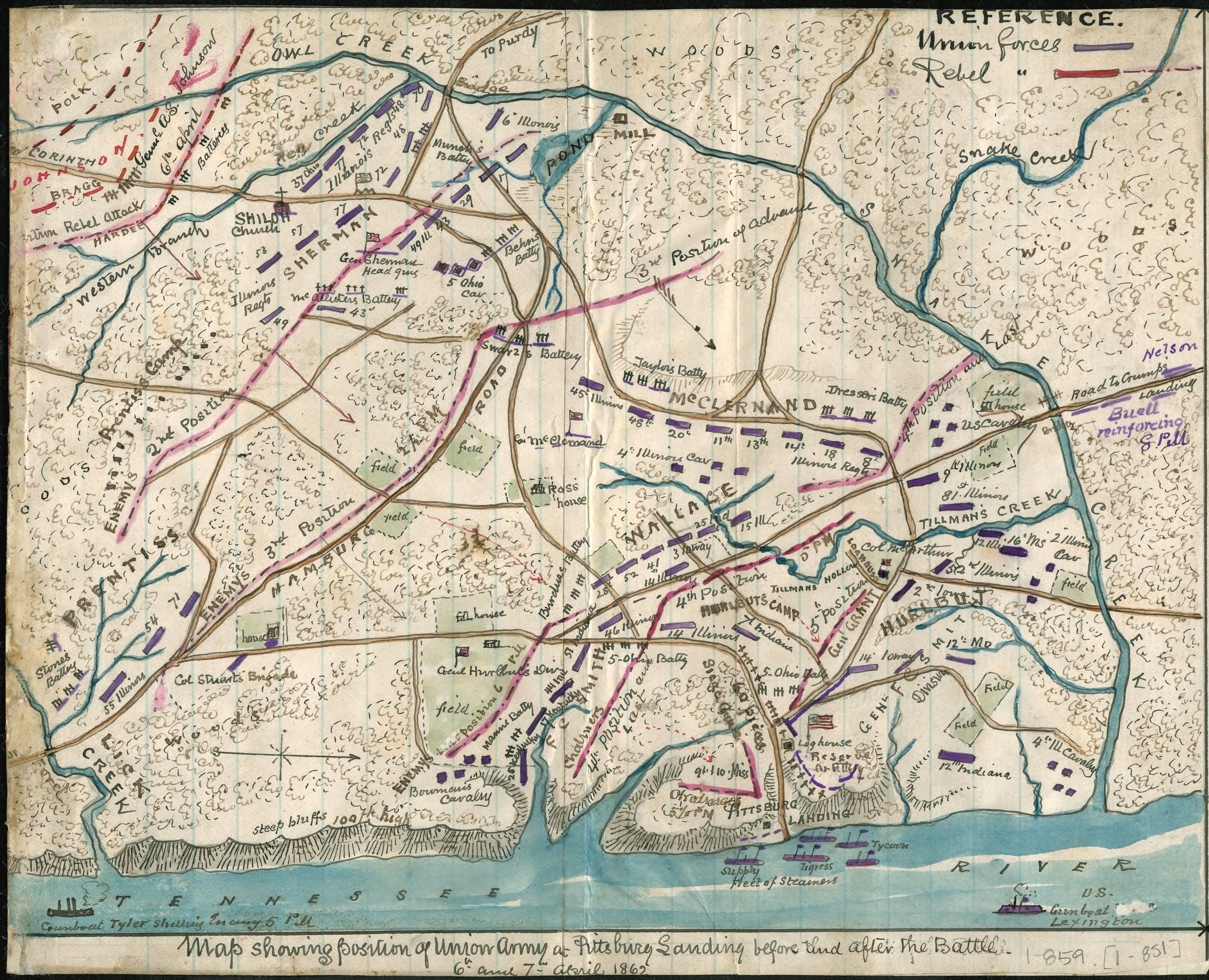
Mapa de la batalla de Shiloh.

Sobre las seis de la mañana del 6 de abril de 1862, cuando el ejército de Grant fue sorprendido, y prontamente derrotado, por la súbita aparición del ejército confederado bajo el mando de Albert Sidney Johnston, Grant envió órdenes a Wallace para que movilizase su división y apoyase la división del general de brigada William Tecumseh Sherman que se encontraba en Shiloh Church. Las órdenes de Grant a Wallace fueron dadas verbalmente a un edecán, quien las transcribió y las entregó; posteriormente fueron perdidas durante la batalla.
Había dos rutas principales por las que Wallace podía desplazar su unidad hasta el frente, y Grant no había especificado, según Wallace, cuál de ellas debía tomar. Wallace escogió coger la ruta superior, la cual creía que era más practicable y le llevaría hasta Shiloh Church; el día anterior a su marcha escribió una carta a otro oficial manifestándole su intención de obrar así. Grant más tarde afirmó que él había especificado que Wallace tomase la ruta inferior a lo largo del río hasta Pittsburg Landing. Los historiadores están divididos, habiendo algunos que afirman que la explicación de Wallace es la más lógica.
Wallace llegó casi al final de su marcha y pudo constatar que Sherman había sido forzado a retroceder y ya no estaba donde había previsto encontrarlo. Sherman había sido rechazado tan lejos, que Wallace se encontraba en la retaguardia del avance de las tropas sudistas. Un mensajero de Grant llegó a las 11.30 a. m. con la noticia de que Grant se preguntaba dónde estaba Wallace y por qué no había llegado a Pittsburg Landing, donde el ejército de la Unión estaba tomando posiciones.

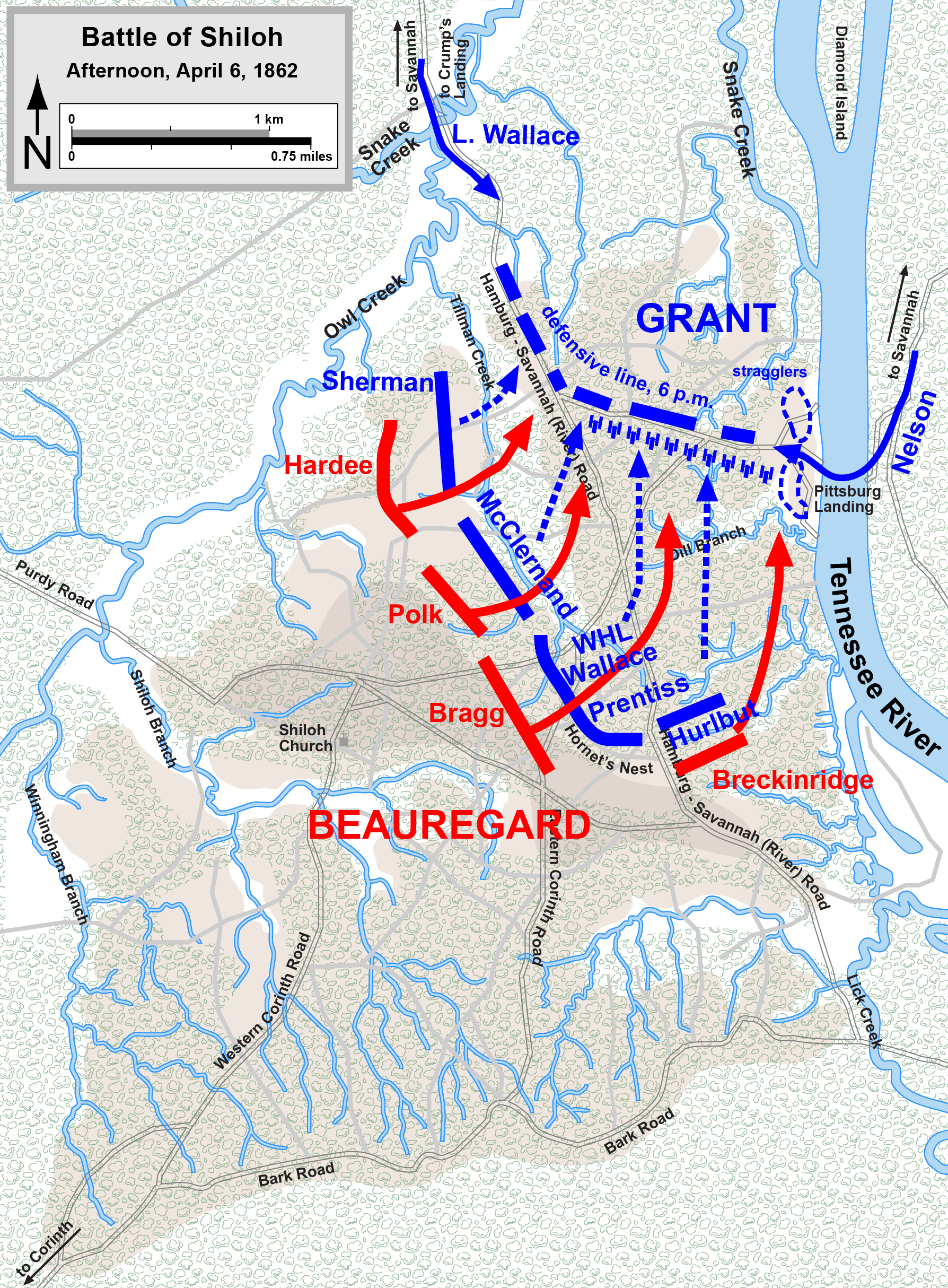
Mapa de la batalla de Shiloh, la tarde del 6 de abril de 1862.

Wallace creía que podía lanzar un ataque viable desde donde estaba, atacando así a los confederados en su propia retaguardia, pero siguió las nuevas órdenes de trasladarse en ayuda del ejército a través del camino junto al río. Wallace llevó a cabo una contramarcha por la misma ruta y a través de una encrucijada atravesó por un puente los riachuelos Snake y Owl. Antes que realinear sus tropas de manera que la retaguardia pasara a estar en el frente, Wallace prefirió la contramarcha (un movimiento controvertido aun hoy en día); él argumentó que su artillería no habría estado en muy buena posición para apoyar a la infantería cuando esta llegara al campo.
Wallace retrocedió hasta la mitad del camino superior. Continuó marchando a través de una tercera vía que cortaba con el camino inferior, y que le llevaría a reunirse con el resto del ejército en el campo de batalla, pero el camino había quedado en pésimas condiciones debido a las recientes tormentas y las previas marchas del ejército de la Unión. El avance fue lento debido a las condiciones del terreno, demostrando que la contramarcha había sido una decisión errónea.
Cuando su división llegó donde se encontraba Grant, hacia las siete de la tarde, había marchado un total de 15 millas en seis horas y media. El sol ya estaba bajo y la lucha, ese día, cerca de su fin, pero todavía no estaba del todo oscuro y la división de Wallace recibió la orden de ocupar un lugar a la derecha de las líneas de la Unión. El ejército de la Unión ganó la batalla al día siguiente, con Wallace y su división ocupando la punta del ala derecha y siendo los primeros en atacar el 7 de abril.

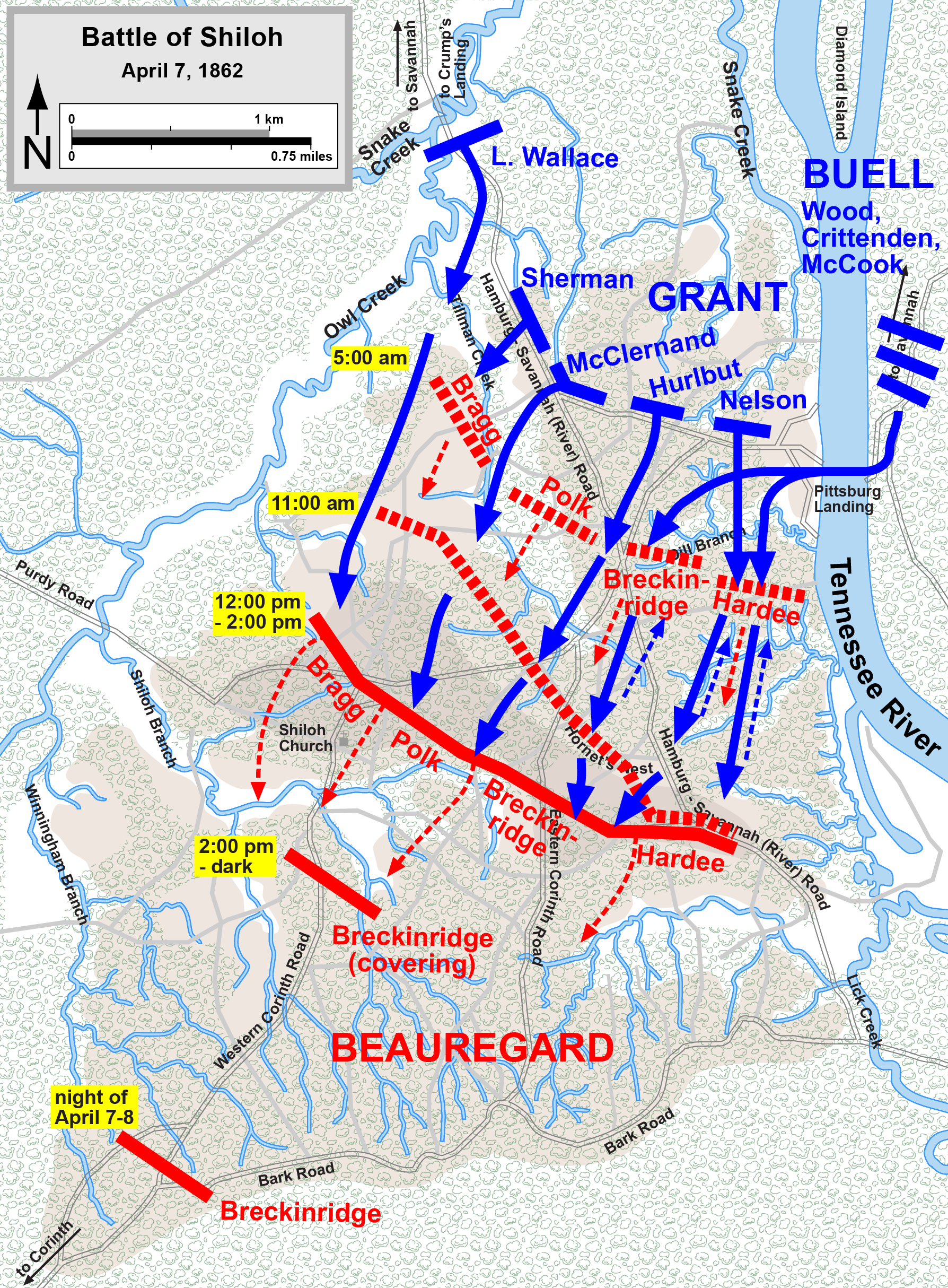
Mapa de la batalla de Shiloh, 7 de abril de 1862.

En un principio, todo esto no tuvo ninguna repercusión. Wallace era el general más joven de su rango en el ejército y algo así como el niño mimado que trae suerte. Sin embargo, muy pronto empezaron a trascender entre la población civil los datos de las cuantiosas bajas en Shiloh, y el Ejército exigió explicaciones. Tanto Grant como su superior, Halleck, culparon directamente a Wallace argumentando que su incompetencia al subir las reservas casi les había costado la batalla. Sherman, por su parte, guardó silencio en su comparecencia. Wallace fue apartado de su puesto en junio, y se le asignó el mando en la defensa de Cincinnati, en el departamento de Ohio, durante la incursión de Braxton Bragg en Kentucky.

### Final de la guerra

Batalla de Monocacy.

El servicio más notable de Wallace en este período ocurrió en julio de 1864, en la batalla de Monocacy, Maryland. Bajo su mando disponía de unos 5800 hombres (la mayoría de ellos veteranos reclutados por cien días) y la división de James B. Ricketts, pero fue derrotado por el general confederado Jubal A. Early con unos 15 000 hombres a su mando. Sin embargo, Wallace logró retrasar el avance de Early sobre Washington D. C. durante todo un día. Esto dio tiempo a que los defensores de la ciudad pudieran organizarse. Monocacy fue la victoria confederada más septentrional de la guerra. El general Grant relevó a Wallace de su mando tras conocer la derrota de Monocacy, pero lo rehabilitó dos semanas después. En sus memorias, Grant alabó las tácticas dilatorias de Wallace en Monocacy.
Al final de la guerra dirigió los esfuerzos secretos del gobierno estadounidense para ayudar a los mexicanos a librarse de la ocupación francesa, que habían tomado el control de México en 1864. 
Wallace sufrió mucho por la pérdida de su reputación tras los hechos de Shiloh. Luchó toda su vida para cambiar la opinión pública sobre su papel en la batalla, llegando incluso a suplicar a Grant tanto por carta como en persona para que intercediera por él. Grant rehusó hacerlo, y en 1884 escribió un artículo sobre Shiloh para The Century Magazine reafirmándose nuevamente en su opinión de que Wallace había tomado el camino equivocado el primer día de la batalla.

## Postguerra
Wallace formó parte del tribunal militar que juzgó a los conspiradores por el asesinato de Abraham Lincoln. El proceso comenzó el 9 de mayo de 1865 y el veredicto, enunciado el 30 de junio, declaró culpables a todos los acusados.
También participó, entre el 23 de agosto y el 18 de octubre, como presidente del tribunal militar que juzgó y condenó a muerte al capitán confederado Henry Wirz, quien había dirigido el Campamento Sumter, también llamado Andersonville, lugar donde fueron hacinados durante la guerra unos 45.000 soldados de la Unión, estimándose en 13 000 las muertes por las malas condiciones. Wallace renunció al ejército el 30 de noviembre de 1865.

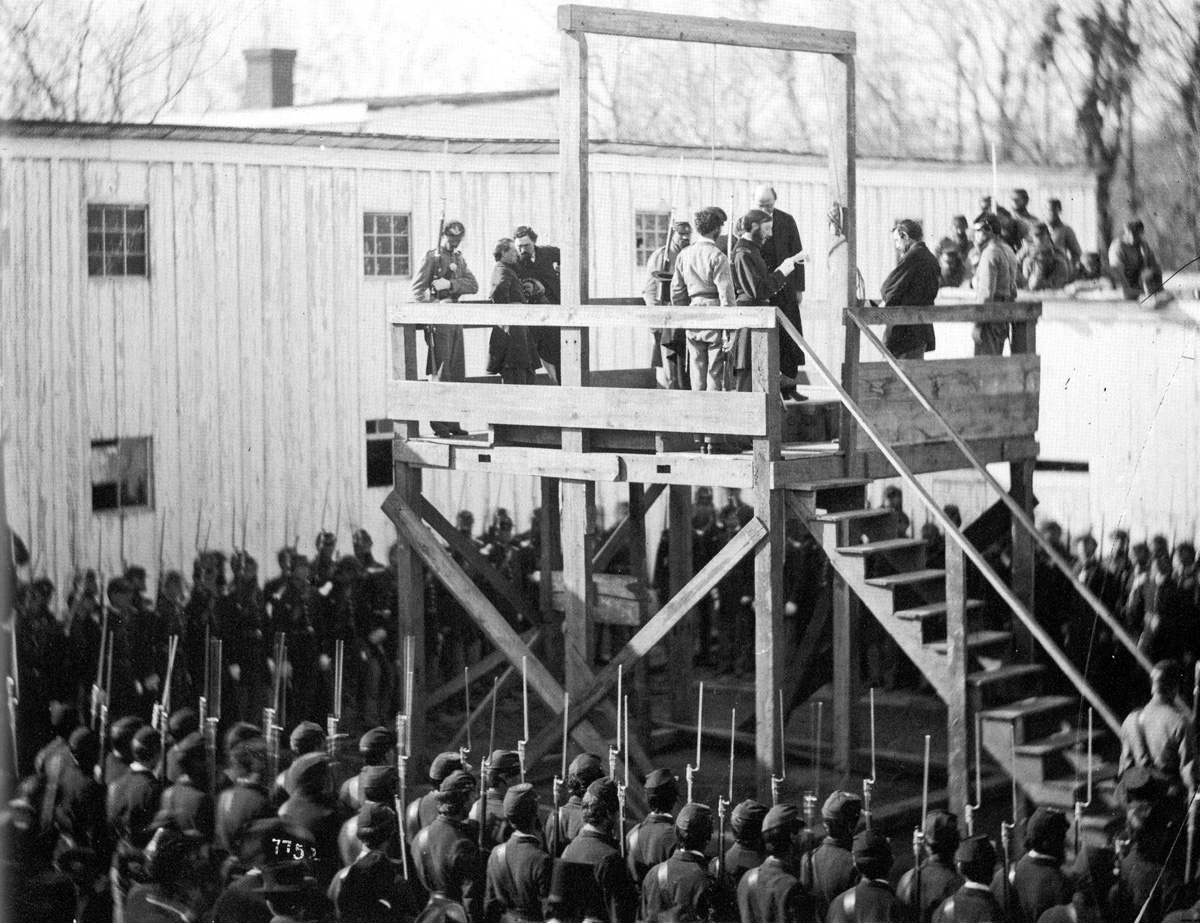
Henry Wirz momentos antes de la ejecución.

En 1866 y 1867 Wallace participó, con la aprobación del gobierno estadounidense, en la entrega de armas al ejército de Juárez en su exitoso intento de destronar al emperador Maximiliano.

## Gobernador y embajador
En septiembre de 1878, Wallace fue nombrado gobernador del Territorio de Nuevo México. En aquel momento había en el Condado de Lincoln un conflicto armado entre bandas de pistoleros rivales por el control económico de la zona. Durante más de un año y medio, hubo diversos asesinatos, venganzas y tiroteos que fueron subiendo el clímax de violencia en la zona. Cuando Wallace tomó posesión de su cargo, ya había tenido lugar la famosa guerra del condado de Lincoln, que acabó con la intervención de las tropas de caballería de Fort Stanton. Sin embargo, tuvo un destacado papel en el juicio celebrado contra los malhechores. Uno de ellos, el famoso Billy el Niño, logró escapar de la prisión continuando con sus fechorías. Volvió a ser apresado y tras una segunda huida de la cárcel, Wallace dictó una orden de muerte contra él, siendo abatido por el sheriff Pat Garrett.
Wallace también tuvo que hacer frente a algunos problemas con las tribus apaches del sur del territorio. El descontento de estas con los colonos blancos que se asentaban en sus tierras tradicionales, y su disconformidad con los asentamientos en que habían sido ubicados provocó un alzamiento. Los apaches empezaron a asaltar poblados, lo que llevó a Wallace a organizar una milicia. La muerte del líder de los apaches rebajó la tensión existente.
Wallace acabó su mandato en 1881. Fue durante su estancia en Nuevo México cuando Wallace terminó de escribir y publicó su gran obra Ben-Hur: A tale of the Christ. La novela obtuvo un éxito inmediato, y tanto gustó al presidente Garfield que le concedió el cargo de ministro plenipotenciario en el Imperio otomano, instándole a que cuando tuviera tiempo libre recogiera material para otra novela. Desempeñó este cargo hasta 1885.

## Vejez
Wallace publicó varias novelas y biografías, además de su autobiografía, pero ninguna pudo ni siquiera hacer sombra a su principal obra. Entre 1895 y 1898, diseñó y mandó edificar un estudio adyacente a su residencia en Crawfordsville. Actualmente constituye un museo que lleva por nombre General Lew Wallace Study & Museum y ha sido designado Monumento Histórico Nacional.
En 1898, con motivo de la guerra con España, ofreció sus servicios para reclutar y dirigir una división de soldados, pero su colaboración fue rechazada a causa de su edad. Wallace murió, posiblemente de un cáncer de estómago, el 15 de febrero de 1905 en Crawfordsville.

## Ben-Hur: A Tale of the Christ
Parte I

1. Hacia el desierto
2. La reunión de los sabios
3. Habla el ateniense: fe
4. Discurso del hindú: amor

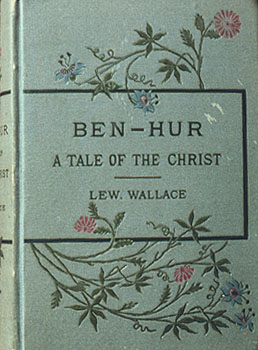
Cubierta de Ben-Hur.

5. El relato del egipcio: buenas obras
6. La puerta de Jaffa
7. Personajes típicos de la puerta de Jaffa
8. José y María van a Belén
9. La cueva de Belén
10. El fulgor en el cielo
11. Nace Cristo
12. Los magos llegan a Jerusalén
13. Los testigos en presencia de Herodes
14. Los sabios encuentran al niño

Parte II

1. Jerusalén bajo los romanos
2. Ben-Hur y Messala
3. Un hogar judío
4. Las extrañas cosas que Ben-Hur quiere saber
5. Roma e Israel: una comparación
6. El accidente de Grato
7. Un esclavo a galeras
8. Quinto Arrio embarca
9. Al remo
10. Arrio y Ben-Hur en cubierta

Parte III

1. Número sesenta
2. El combate naval
3. Arrio adopta a Ben-Hur
4. En Antioquía
5. En el Orontes
6. La petición de Simónides
7. Simónides y Esther
8. El bosque de Dafne
9. Los morales de Dafne
10. El estadio del bosque
11. La fuente de Castalia
12. Discusión de la carrera de cuadrigas

Parte IV

1. Ben-Hur oye hablar de Cristo
2. El siervo prudente y su hija
3. Una orgía romana
4. Un auriga para los corceles árabes de Ilderim
5. El aduar en el vergel de las Palmeras
6. Baltasar impresiona a Ben-Hur
7. Cristo viene a Baltasar
8. El reino, ¿espiritual o político?

Parte V

1. Messala se quita el penacho
2. Los caballos árabes de Ilderim
3. Las artes de Cleopatra
4. ¡Oh Kapila, Kapila, tan joven y sincero,
5. ¡Oh Kapila, Kapila, tan canoso y tan viejo,
6. Messala en guardia
7. Ilderim y Ben-Hur deliberan
8. Entrenando a los caballos
9. Simónides rinde cuentas
10. ¿Espiritual o político? La intervención de Simónides
11. Esther y Ben-Hur

Parte VI

1. Preparado para la carrera
2. Apuestas
3. El circo
4. La salida
5. La carrera
6. La invitación de Iras
7. En el palacio de Iderneo
8. La Torre Antonia. Celda VI
9. Las leprosas
10. De nuevo Jerusalén
11. Ben-Hur a la puerta de su hogar

Parte VII

1. La tumba del Jardín del Rey
2. La estratagema de Pilatos: el combate
3. Jerusalén sale a recibir al profeta
4. La siesta junto al lago. Iras
5. La vida de un alma
6. Ben-Hur monta guardia con Iras
7. En Betabara
8. Huéspedes en casa de los Hur
9. Ben-Hur habla del Salvador

Parte VIII

1. El sacrificio de la sierva
2. El milagro
3. La misión del Mesías
4. Iras abre su corazón
5. Mientras Esther duerme
6. La traición
7. La ascensión al Calvario
8. La crucifixión
9. La catacumba

## Obras
- The Fair God; or, The Last of the 'Tzins: A Tale of the Conquest of Mexico, Boston: James R. Osgood and Company, 1873.
- Ben-Hur: A Tale of the Christ, Nueva York: Harper & Brothers, 1880.
- The Boyhood of Christ, Nueva York: Harper & Brothers, 1888.
- Life of Gen. Ben Harrison, Filadelfia: Hubbard Brothers, Publishers, 1888.
- The Prince of India; or, Why Constantinople Fell, Nueva York: Harper & Brothers Publishers, 1893 (dos volúmenes).
- The Wooing of Malkatoon [and] Commodus, Nueva York: Harper & Brothers Publishers, 1898.
- Lew Wallace: An Autobiography, Nueva York: Harper & Brothers Publishers, 1906 (dos volúmenes).